# Tritonaclia quinquepunctata
Tritonaclia quinquepunctata là một loài bướm đêm thuộc phân họ Arctiinae, họ Erebidae.